# Monasterio de Sant Pere Cercada

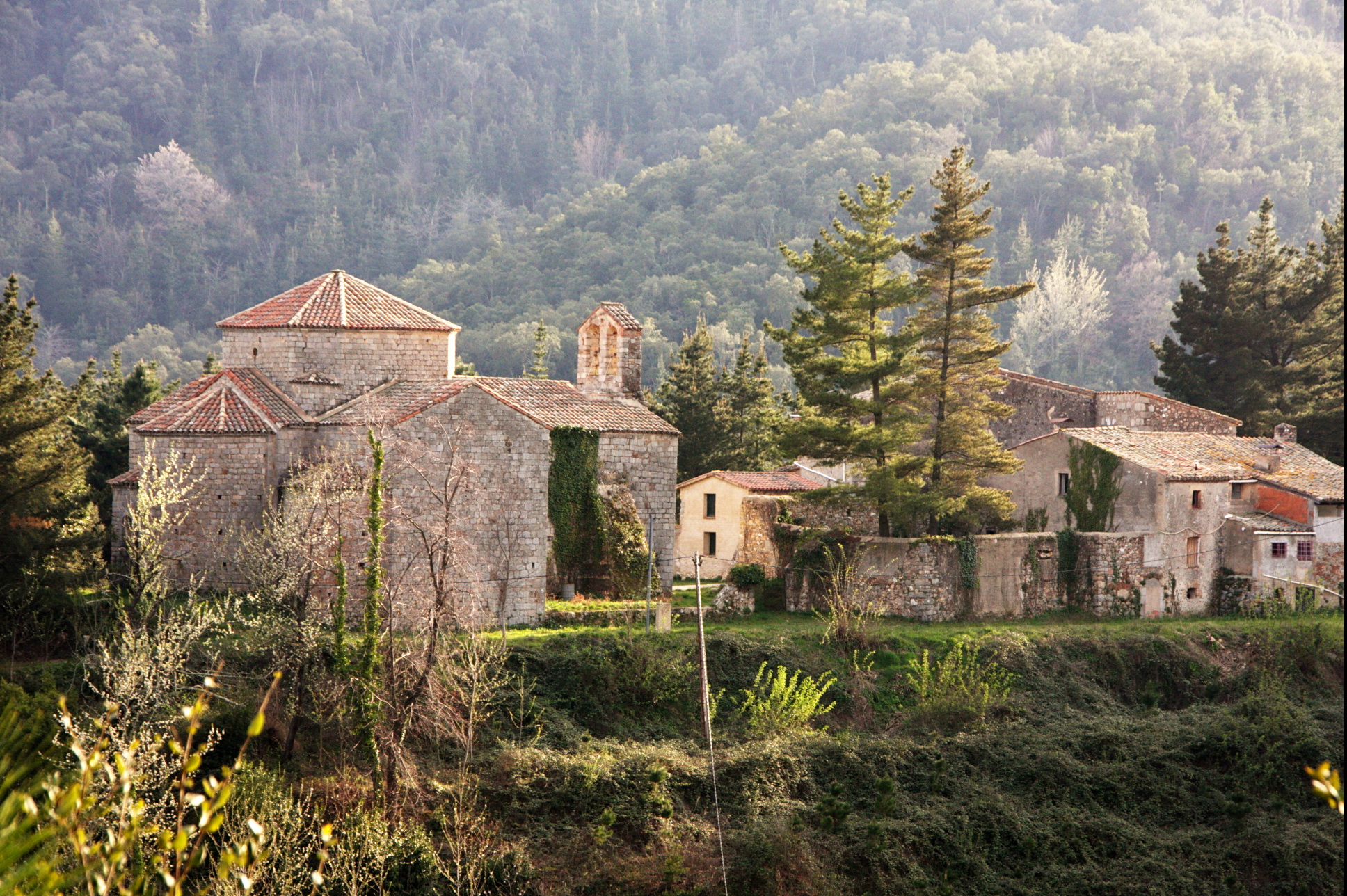
Barrio de San Pedro Cercada, con la iglesia en primer término

El monasterio de San Pedro Cercada se encuentra en la entidad de población del mismo nombre perteneciente al  municipio de Santa Coloma de Farnés, situado en la comarca catalana de la Selva. Las viviendas se agrupan alrededor de la iglesia, y son la transformación de lo que fue un monasterio agustiniano en 1136.

## Historia
La iglesia data del 1063, pero la oposición del monasterio de San Salvador de Breda impidió el establecimiento de la comunidad agustiniana hasta 1136. La nueva iglesia, de factura románica, fue construida entre finales del siglo XII y principios del XIII y consagrada en el año 1245 por el obispo de Gerona Guillermo de Montgrí. 
A partir de 1480 la comunidad, ya decadente, fue gestionada por priores comendatarios, hasta que en 1592 pasó a depender del convento de los agustinos de la Seo de Urgel. 
La iglesia es un magnífico ejemplo de románico tardío, con planta de cruz latina, cimborrio octogonal y cabecera con tres ábsides. Exteriormente, la iglesia presenta pocos elementos ornamentales, excepto en la fachada principal, orientada a poniente, de pórtico con arcos en degradación, columnas con capiteles decorados, dintel y tímpano, una ventana superior de medio punto y campanario de espadaña de dos ojos. 
El estado de conservación del templo, recientemente restaurado, es excelente. De las dependencias del cenobio sólo quedan algunos vestigios en las viviendas, actualmente habitadas, que hay a poniente de la iglesia. El claustro y las celdas han desaparecido.